# Emydura macquarii
Emydura macquarii är en sköldpaddsart som beskrevs av  Gray 1830. Emydura macquarii ingår i släktet Emydura och familjen ormhalssköldpaddor.
Inga underarter finns listade i Catalogue of Life. The Reptile Database listar 4 underarter.
Arten förekommer i vid floder i östra Australien och glest fördelad även i centrala Australien. Den största populationen lever vid floden Murray.